# Geissanthus sararensis
Geissanthus sararensis är en viveväxtart som beskrevs av José Cuatrecasas. Geissanthus sararensis ingår i släktet Geissanthus och familjen viveväxter. Inga underarter finns listade i Catalogue of Life.